# Campomanesia macrobracteolata
Campomanesia macrobracteolata är en myrtenväxtart som beskrevs av Leslie Roger Landrum. Campomanesia macrobracteolata ingår i släktet Campomanesia och familjen myrtenväxter. Inga underarter finns listade i Catalogue of Life.